# Леблан, Морис
Морис Леблан (фр. Marie Émile Maurice Leblanc; 11 декабря 1864 — 6 ноября 1941) — французский писатель, главным образом известный как автор книг об Арсене Люпене.

## Биография
Отец Леблана был судовладельцем. Когда началась франко-прусская война, родители отправили Мориса в Шотландию, откуда он вернулся в 1871 году. В подростковом возрасте посещал Флобера. Работал на фабрике, затем отправился в Париж. Здесь Леблан изучал право, но бросил учебу и занялся журналистикой; сотрудничал с рядом парижских газет, включая «Фигаро». Поддерживал дружеские отношения с Малларме, Мопассаном и Метерлинком.

### Леблан-прозаик
В ранних романах и новеллах Леблана ощущается влияние психологической прозы Поля Бурже: «Женщина» (1893), «Те, кто страдает» (1894), «Энтузиазм» (1901). Эти произведения снискали одобрение критиков и вызвали интерес у таких выдающихся писателей, как Альфонс Доде и Жюль Ренар, но не привели к коммерческому успеху. В 1905 году издатель Пьер Лафитт предложил ему написать остросюжетную новеллу для журнала Je sais tout. Новелла под названием «Арест Арсена Люпена» стала прологом громкого успеха Леблана. В период с 1907 по 1937 год он опубликовал свыше двадцати детективных повестей, романов и пьес об Арсене Люпене, в которых создал образ «джентльмена-грабителя». Среди них, в частности, были следующие произведения:
- «Арсен Люпен против Херлока Шолмса» (1908),
- «Полая игла» (1909),
- «Хрустальная пробка» (1912),
- «Признания Арсена Люпена» (1913),
- «Остров тридцати гробов» (1919).

Мнение некоторых критиков, будто образцом ему служил Раффлс — персонаж Э. У. Хорнунга, лишено оснований. Пародийное изображение Шерлока Холмса в нескольких новеллах и романах Леблана вызвало неудовольствие Артура Конана Дойля.
Кроме цикла об Арсене Люпене, Леблан является автором нескольких светских романов, детской книги «Лес приключений» (1932) и двух научно-фантастических романов: «Три глаза» (1919) и «Замечательное событие» (1920).
Был похоронен в Перпиньяне на кладбище Сен-Мартен; в 1947 г. перезахоронен на кладбище Монпарнас. Его дом-музей находится в Этрета.

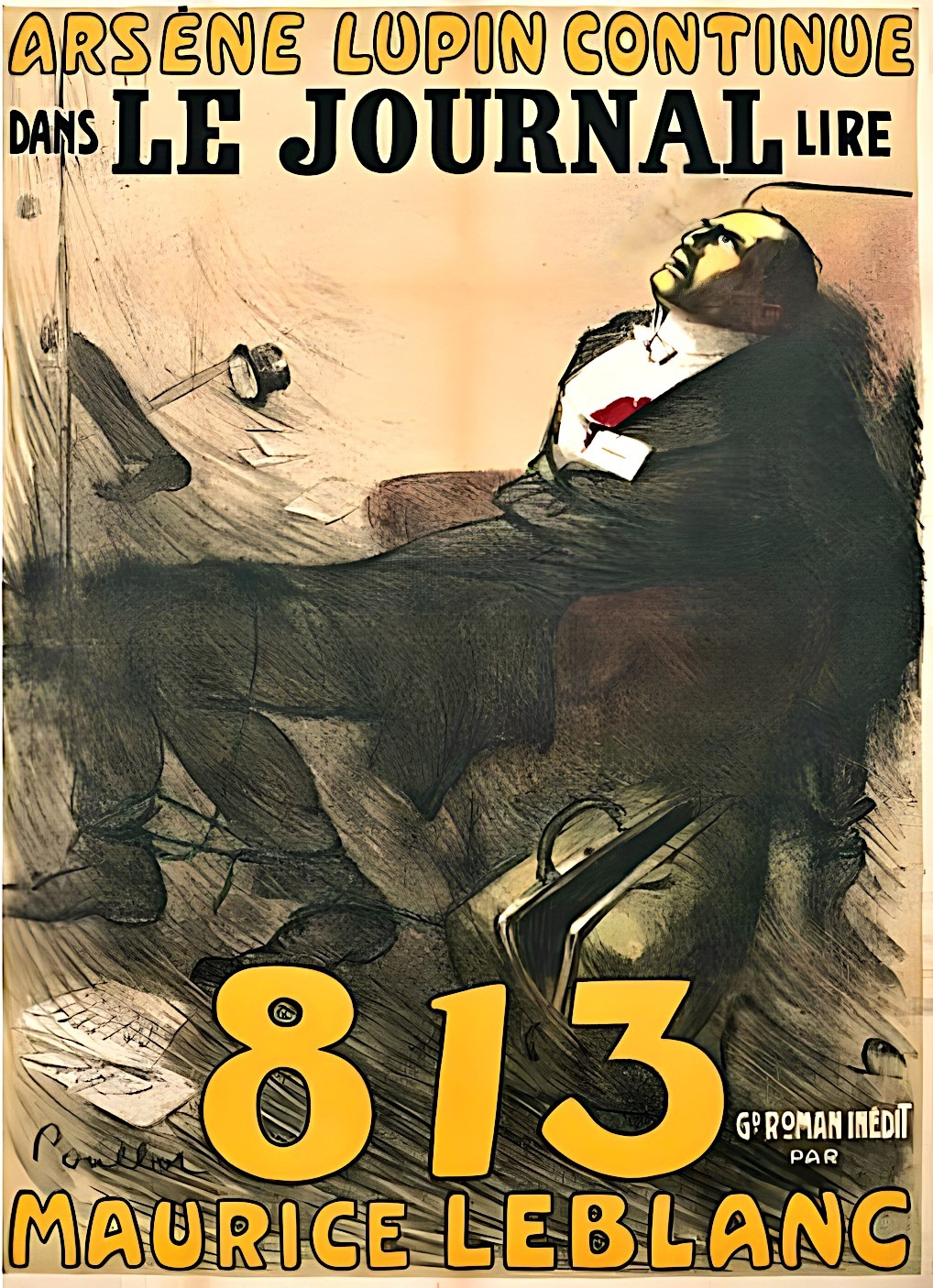
Рекламный плакат к роману Мориса Леблана «813»

### Произведения с участием Арсена Люпена
Серия «Арсен Люпен» содержит 17 романов и 39 рассказов, а также 5 пьес, написанных в период с 1905 по 1941 год.

### Основные произведения, не относящиеся к люпеновскому циклу
- Пары («Les Couples», 1890), сборник новелл
- Женщина («Une Femme», 1893), роман.
- Те, кто страдает («Ceux qui souffrent», 1894), сборник новелл.
- Смерть вершит свое дело («L’Oeuvre de mort», 1895), роман.
- В часы Тайны («Les Heures de Mystère», 1896), сборник новелл.
- Армель и Клод («Armelle et Claude», 1897), роман.
- Вот вам крылья! («Voici les ailes!», 1898), роман.
- Сомкнутые уста («Les lèvres jointes», 1899), сборник новелл.
- Энтузиазм («L’Enthousiasme», 1901), роман.
- Авто «Красная Глотка», 80 лошадиных сил («Gueule-rouge 80 chevaux», 1904), сборник новелл.
- Граница («La Frontière», 1911), роман.
- Платье из розовых чешуек («La Robe d'écailles roses», 1912), сборник новелл.
- Милосердие («La Pitié», 1912), драма.
- Три Глаза («Les Trois yeux», 1920), роман.
- Грандиозное событие («Le Formidable événement», 1921, рус. пер. 2024), роман.
- Красный круг (1922), кинороман.
- Доротея, канатная плясунья («Dorothée, danseuse de corde», 1923), роман.
- Зуб Эркюля Петигри («La Dent d’Hercule Peit-Gris», 1924), новелла.
- Сумасбродная жизнь Бальтазара («La Vie extravagante de Balthazar», 1925), роман.
- Принц Иерихонский («Le Prince de Jéricho», 1930), роман.
- С полуночи до семи утра («De minuit à sept heures», 1932), роман.
- Лес Приключений, или Ослиная Шкура и Дон Кихот («La Forêt des aventures, ou Peau d'âne et don Quichotte», 1932), роман.
- Образ обнаженной женщины («L’Image de la femme nue», 1934), роман.
- Красные четки («Le Chapelet rouge», 1934), роман.
- Скандал с голубым газоном («Le Scandale du gazon bleu», 1935), роман.

## Признание
Повлиял на детективную прозу Гастона Леру, Пьера Сувестра и Марселя Аллена. За вклад во французскую литературу удостоен в 1908 году Ордена Почётного легиона.

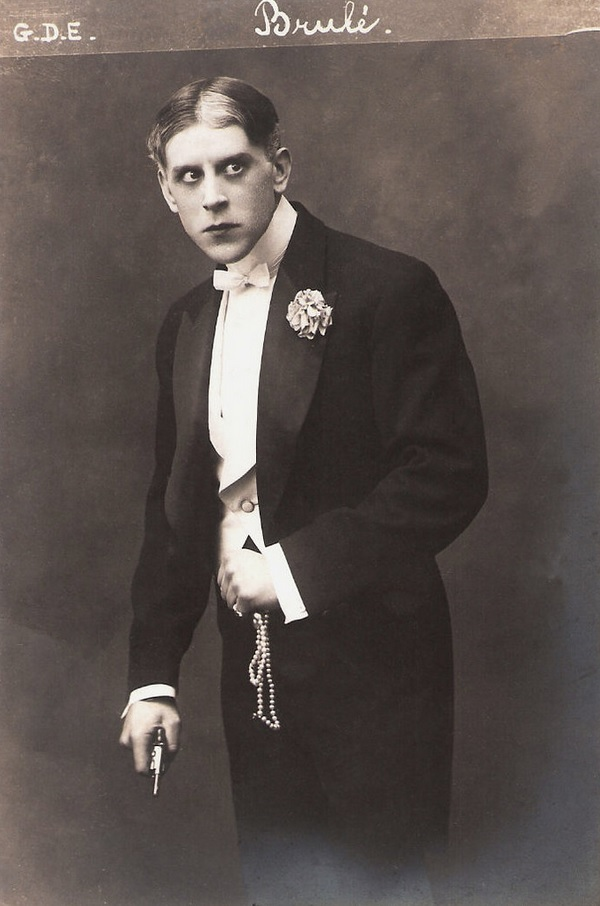
Андре Брюле в роли Арсена Люпена (пьеса Франсиса де Круассе и Мориса Леблана «Арсен Люпен», театр «Athénée», 1908)

## Издания в России
В Российской империи произведения Леблана печатались с 1907 года, когда петербургский журнал «Мотор и самокат» выпустил перевод его романа «Вот вам крылья» (1898), представляющего собой настоящую апологию велосипеда как средства передвижения. В том же году сразу несколько издателей опубликовали русские переводы рассказов об Арсене Люпене (с подзаголовками «Джентльмен-громила» и «Шерлок Холмс наизнанку»).